# Méréville, Essonne
Méréville är en kommun i departementet Essonne i regionen Île-de-France i norra Frankrike. Kommunen ligger i kantonen Méréville som tillhör arrondissementet Étampes. År 2018 hade Méréville 3 059 invånare.

## Befolkningsutveckling
Antalet invånare i kommunen Méréville
| Referens: INSEE |